# Louisville, Alabama
Louisville är en ort i Barbour County i Alabama. Louisville utsågs 1821 till huvudort i Pike County, varefter orten var huvudort i Barbour County 1832–1834. Vid 2010 års folkräkning hade Louisville 519 invånare.

## Kända personer från Louisville
- George M. Grant, politiker